# Ferrari 612 CanAm
Ferrari 612 CanAm/712 CanAm är en sportvagn, tillverkad av den italienska biltillverkaren Ferrari mellan 1968 och 1971.

## Bakgrund
Till 1968 ändrade FIA reglementet för sportvagns-VM, som uteslöt Ferraris prototyper. Därför skickade Ferrari två bilar till Nordamerika efter säsongen 1967 för att tävla i CanAm, där Luigi Chinettis NART-stall redan tävlade med en 412 S. Bilarna fick nya enkla spider-karosser och kallades 350 CanAm, men med sina förhållandevis små fyralitersmotorer var de ingen match för konkurrenterna, med inhemska big block-motorer.

## Utveckling

### 612 CanAm
1968 tog Ferrari fram en bil speciellt för CanAm-racing, 612 CanAm. Den var mycket lik 312 P-modellen, men motorn på 6,2 liter var den största som Ferrari byggt dittills.

### 712 CanAm
1971 kom 712 CanAm, utvecklad ur 512-modellen. Motorn hade förstorats till nära sju liter, men räckte ändå inte till i konkurrensen.
Ferraris CanAm-bilar led hela tiden av brist på utveckling. Enzo Ferrari ville alltid att framstegen från tävlingsbilarna skulle komma till nytta i Gran turismo-bilarna och nyttan med CanAm-seriens jättemotorer var svår att se. Ferrari överlämnade 712:an till NART-stallet, som fortsatte tävla till 1973.

## Tekniska data
| Tekniska data               | 612 CanAm                                                             | 712 CanAm                                                             |
| --------------------------- | --------------------------------------------------------------------- | --------------------------------------------------------------------- |
| Motor:                      | Mittmonterad 60° 12-cylindrig V-motor                                 | Mittmonterad 60° 12-cylindrig V-motor                                 |
| Cylindervolym:              | 6222 cm³                                                              | 6860 cm³                                                              |
| Borrning x slaglängd:       | 92,0 x 78,0 mm                                                        | 92,0 x 86,0 mm                                                        |
| Kompression:                | 10,5:1                                                                | 10,5:1                                                                |
| Max effekt vid varvtal:     | 620 hk vid 7 000 v/min                                                | 650 hk                                                                |
| Ventilstyrning:             | Dubbla överliggande kamaxlar per cylinderrad, 4 ventiler per cylinder | Dubbla överliggande kamaxlar per cylinderrad, 4 ventiler per cylinder |
| Bränslesystem:              | Lucas bränsleinsprutning                                              | Lucas bränsleinsprutning                                              |
| Växellåda:                  | 4-växlad manuell                                                      | 4-växlad manuell                                                      |
| Hjulupphängning fram & bak: | Dubbla tvärlänkar, skruvfjädrar                                       | Dubbla tvärlänkar, skruvfjädrar                                       |
| Bromsar:                    | Hydrauliska skivbromsar                                               | Hydrauliska skivbromsar                                               |
| Chassi & kaross:            | Monocoque med hjälpram, plastkaross                                   | Monocoque med hjälpram, plastkaross                                   |
| Hjulbas:                    | 245 cm                                                                | 245 cm                                                                |
| Torrvikt:                   | 700 kg                                                                | 700 kg                                                                |

## Tävlingsresultat
Ferraris CanAm-bilar var aldrig riktigt konkurrenskraftiga och hamnade i bakvattnet, först efter McLarens och sedan efter Porsches bilar.
Bästa resultatet blev en fjärdeplats vid 712:ans debutlopp på Watkins Glen 1971, med Mario Andretti bakom ratten.

## Tillverkning
| Modell    | Antal |
| --------- | ----- |
| 612 CanAm | 2     |
| 712 CanAm | 1     |